# Polilitionite
La polilitionite è un minerale appartenente al gruppo delle miche.